# Municipio de Tinum
El municipio de Tinum es uno de los 106 municipios del estado mexicano de Yucatán. Su cabecera municipal es la localidad homónima de Tinum.

## Toponimia
El nombre del municipio, Tinum, significa literalmente en lengua maya "Allí, demasiado", o bien "en abundancia". Se deriva de los vocablos ti'i, que significa allá (también como adverbio significa "en" o "por"); y num que quiere decir "demasiado, abundancia".

## Geografía
El municipio de se ubica en la porción centro-poniente del estado, entre las coordenadas 20° 37' - 20° 52' de latitud norte y 88° 18' - 88° 42 de longitud oeste y tiene una altitud que va de los 7 a los 10 metros sobre el nivel mar; tiene una extensión territorial de 393.44 kilómetros cuadrados. Limita al norte con el municipio de Dzitás, al este con el municipio de Uayma, al sureste con el municipio de Kaua, al sur con el municipio de Chankon y al oeste con el municipio de Yaxcabá.

### Orografía e hidrografía

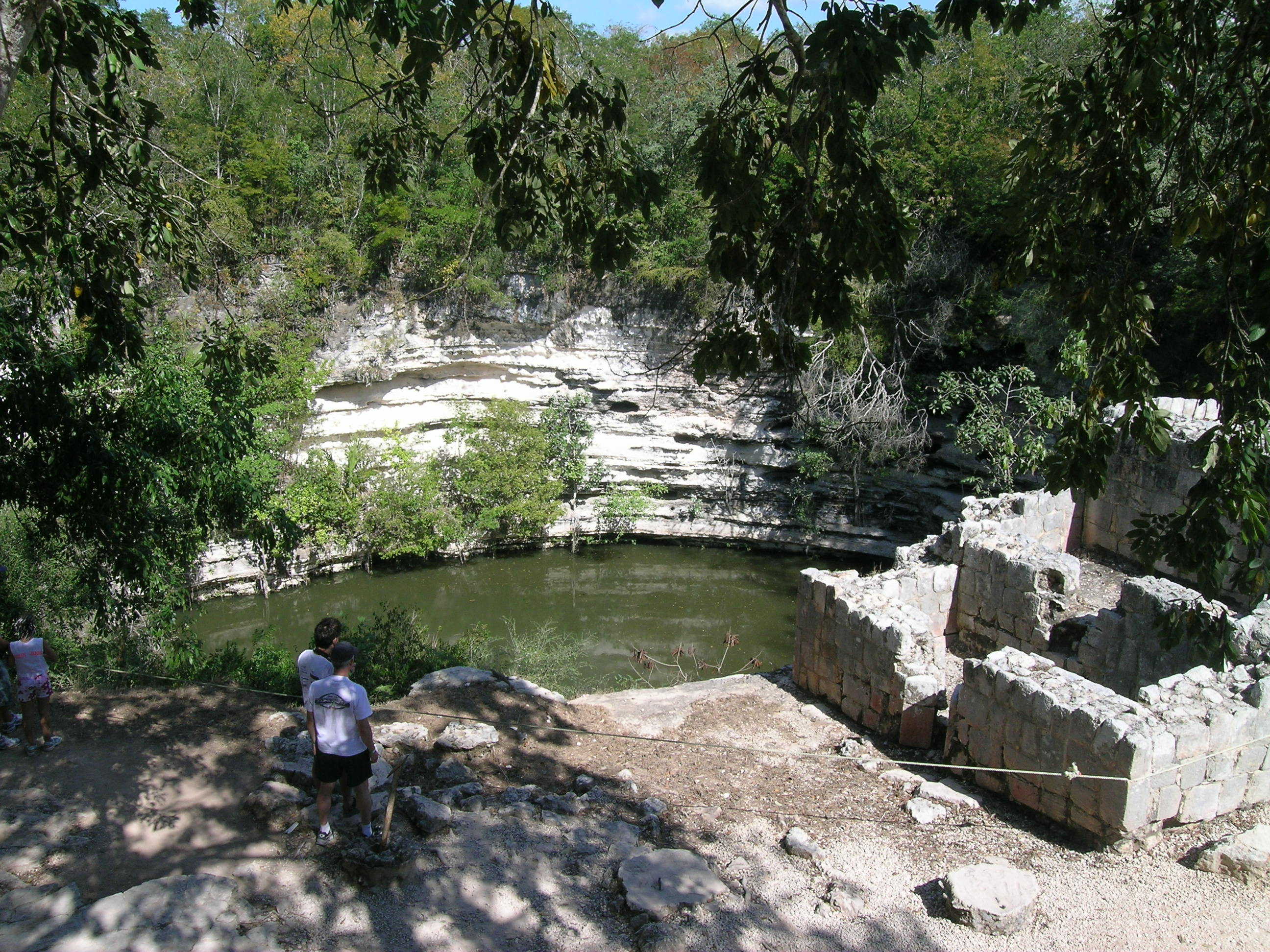
Cenote sagrado de Chichen Itzá

Como toda la península de Yucatán el territorio del municipio de Tinum es completamente plano, con una elevación que va de 7 a 10 metros sobre el nivel del mar, encontrándose una leve inclinación en sentido norte a sur en dirección al golfo de México; fisiográficamente la totalidad del territorio pertenece a la Province XI Península de Yucatán y la Subprovincia 62 Carso Yucateco.
De la misma manera no existen en todo el territorio corrientes de agua superficiales, pues el terreno de la península de Yucatán está formado por rocas muy porosas que no permiten que el agua se retenga en la superficie y por el contrario es absorbida hasta el nivel freático donde forma importante corrientes subterráneas que se extienden a lo largo de kilómetros formando grandes sistemas subterráneos que finalmente desembocan en el océano, ocasionalmente el techo de esta corrientes subterráneas se derrumba aflorando el agua en pozos que son denominados cenotes y que son una de las características geográficas de Yucatán; en el territorio de Tinum existen dos cenotes principales, el Cenote sagrado de Chichén Itzá y el Cenote Xtoloc, ambos en la zona arqueológica de Chichen Itzá.
La totalidad del territorio municipal pertenece a la Cuenca Yucatán de la Región hidrológica Yucatán Norte (Yucatán).

### Clima y ecosistemas
Todo el territorio de Tinum registra un clima clasificado como Cálido subhúmedo con lluvias en verano, la temperatura media anual de la zona noreste del municipio es superior a los 26 °C, mientras que en el resto del territorio es inferior a esta temperatura, la precipitación promedio anual de casi todo el municipio va de 1,100 a 1,200 mm, mientras que en el extremo oeste es de 1,000 a 1,100 mm.
El territorio de Tinum se encuentra mayoritariamente cubierto por selva mediana, y en algunas regiones se ha desarrollado la agricultura; entre las principales especies vegetales están la ceiba, pochote, cedro y chacá; y entre las animales, conejo, zarigüeya, tuza, codorniz y tzutzuy.
| Mapas geográficos de Tinum |        |
|                            |        |
| Relieve e hidrología       | Climas |

## Historia
Hubo asentamientos mayas al menos desde el siglo VI. Se sabe que los Chanes, pueblo que antecedió a los Itzáes, llegó proveniente del sur oriente, de la zona lacustre de Bacalar, en las inmediaciones de lo que hoy es Chetumal, y fundaron lugares importantes como Chichén Itzá. Esta comarca alcanzó su apogeo entre los siglos XI y XII, y la arquitectura que en ella se encuentra presenta los estilos que muestran las diversas influencias que hubo sobre la arquitectura maya.
Más recientemente, hacia el siglo XIV y XV, esta región perteneció al cacicazgo de los cupules, en 1565, ya se había establecido una encomienda. Desde la época de la colonia, en el siglo XVI, Tinúm permaneció en la jurisdicción de Valladolid y continuó estándolo durante el siglo XIX.
En 1912 la finca rústica Kuyché dejó de pertenecer a la municipalidad de Uayma y se anexó a la municipalidad de Tinúm, en 1914 la finca rústica Chuca y sus anexos dejaron de pertenecer a la municipalidad de Tinúm y pasaron a formar parte de la de Dzitás, en 1918 se erigió el municipio libre de Tinúm.

## Demografía
De acuerdo a los resultados del Conteo de Población y Vivienda de 2005 realizado por el Instituto Nacional de Estadística y Geografía la población total de Tinum es de 9,960 habitantes, de los cuales 5,126 son hombres y 4,834 son mujeres; siendo por tanto su porcentaje de población de sexo masculino es del 51.5%, la tasa de crecimiento poblacional de 2000 a 2005 ha sido del 0.8%, el 34.5% de los pobladores son menores de 15 años de edad, mientras que entre 15 y 64 años de edad se encuentra el 59.5% de la población, el 44.8% de los habitantes reside en localidades que superan los 2,500 habitantes y que por ello son consideradas de carácter urbano y finalmente el 74.1% de los habitantes mayores de cinco años de edad son hablantes de alguna lengua indígena.

### Grupos étnicos
En 2005 el 74.1% de los pobladores mayores de cinco años de edad de Tinum son hablantes de alguna lengua indígena, correspondiente esto a un total de 6,545 personas, de los cuales 3,378 son hombres y 3,167 son mujeres; de ellos 6,354 son bilingües al español, 164 hablan únicamente su lengua materna y 27 no especifican dicha condición.
De los 6,545 hablantes de lengua indígena, 6,542 son hablantes de idioma maya, habiendo solamente un hablante de idioma mame y dos habitantes que no especifican cual es lengua materna.

Principales localidades

### Localidades
En Tinum se encuentran un total de 21 localidades, las principales son:
| Localidad             | Población |
| Total Municipio       | 12,700    |
| Pisté de Chichén Itzá | 6,496     |
| Tinum                 | 1,929     |
| San Francisco Grande  | 1,793     |
| X-Calakoop            | 1,494     |

## Infraestructura

Principales localidades

### Comunicaciones
La principal vía de comunicación del municipio de Tinum es la
- Carretera Federal 180

Que es además la principal vía de comunicación carretera del estado. En Tinum la carretera 180 se encuentra dividida en dos vías, la carretera federal consistente en dos carriles de circulación por sentido y la autopista de cuota (conocida como 180-D) formada por dos cuerpos de dos carriles cada uno, ambas atraviesan el municipio en sentido este-oeste y forman el eje troncal que comunica a Mérida con la ciudad de Cancún en Quintana Roo; es por tanto, una de las principales vías por las que se darrolla el turismo en el estado por unir las playas de Cancún y la Riviera Maya con la Zona arqueológica de Chichén Itzá. Ambos ejes carreteros se encuentra separados por una distancia variable que llega a ser hasta de veinte kilómetros, la autopista cruza el municipio sin enzalar a ninguna población de importancia, siendo diseñado en este sentido para agilizar el transporte, mientras que la carretera federal cruza a través de las poblaciones de Pisté, Chichén Itzá y X-Calakoop.
Existen además otras tres carreteras de orden estatal que comunican otras poblaciones, la principal se encuentra en el noreste del municipio y une la cabecera municipal, Tinum, con las poblaciones de Uayma y Valladolid hacia el sureste y con Dzitás y posteriormente Izamal hasta el noroeste, esta carretera es dos carriles y cruza el municipio sentido sureste-noroeste; otra carretera parte hacia el sur desde Tinum y comunica a la población de San Francisco Grande, cruzando en sus inmediaciones la autopista federal y termina en la carretera federal 180 ya en territorio del municipio de Kaua; finalmente la tercera parte de la población de Pisté hacia el norte, saliendo del municipio y comunicando con las poblaciones de Dzitás y Espita.
En el municipio existe además una línea de ferrocarril que atraviesa el noreste del municipio y pasando por la cabecera municipal de forma paralela a la carretera que también existe en esa zona, dicho ferrocarril forma parte de la línea de Mérida a Valladolid.

## Economía
Las actividades agrícolas principales son el cultivo del maíz y del frijol. También se cultiva el chile y algunas hortalizas. También hay alguna actividad ganadera, particularmente de bovinos.
El copioso turismo atraído por la zona arqueológica de Chichén Itzá, venido de todo el mundo, provee lo esencial de las actividades comerciales y turísticas que dan sustento a la población tanto del municipio de Tinum, como de otros pequeños municipios circunvecinos.

## Cultura

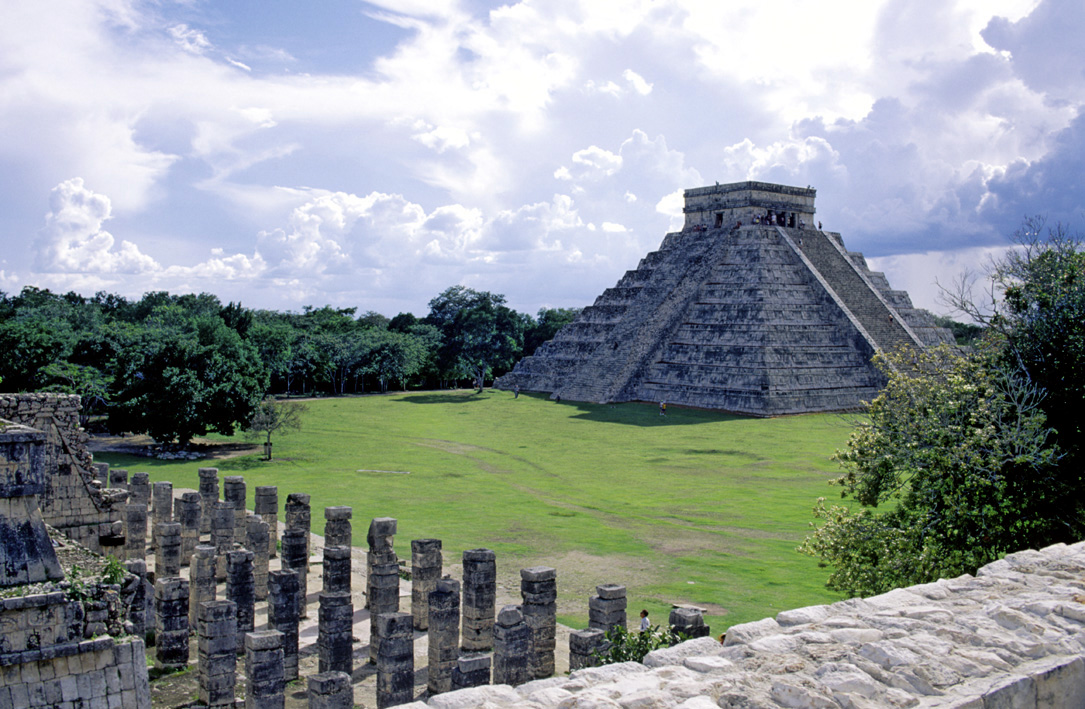
Chichén Itzá

### Turismo
- Atractivos arquitectónicos:
  - En la cabecera municipal, la iglesia de San Antonio de Padua y la capilla de Jesús, ambas construidas en el siglo XVII
  - El templo de la Concepción.

- Atractivos arqueológicos:
  - El yacimiento arqueológico de Chichén Itzá, posiblemente el más importante del estado de Yucatán y uno de los más importantes de México.
  - San Juan Holtún, Tikincab, San Francisco Semé, Joya de Eric S. Thompson, Canahum, Halacal, Xnabá, Dzibiac, Bacancú, La Venta y Pisté, comisaría que se encuentra a muy corta distancia de la zona de Chichén Itzá.

- Fiestas Populares: El 12 de junio se celebra la fiesta en honor a San Antonio de Padua, santo patrono del municipio. Se organizan procesiones y las tradicionales vaquerías.

## Política
El gobierno del municipio de Tinum le corresponde al Ayuntamiento, el cual también es denominado Comuna, estando integrado por un total de ocho regidores, de los cuales el primero ejerce el cargo de Presidente Municipal y el segundo el de Síndico, cinco regidores son electos por el principio de mayoría relativa y tres por el de representación proporcional; todos son electos mediante sufragio universal, directo y secreto para un periodo de tres años no renovables para el periodo inmediato, pero sí de forma no continua y entran a ejercer su cargo el día 1 de julio del año en que fueron elegidos.

### Representación legislativa
Para efectos de la división geográfica en distrito electorales locales y federales para la elección de diputados de mayoría, el municipio de Tinum se divide de la siguiente forma:
Local:
- XV Distrito Electoral Local de Yucatán con cabecera en Izamal.[20]

Federal:
- I Distrito Electoral Federal de Yucatán con cabecera en Valladolid.[21]